# Tetramorium weitzeckeri
Tetramorium weitzeckeri är en myrart som beskrevs av Carlo Emery 1895. Tetramorium weitzeckeri ingår i släktet Tetramorium och familjen myror. Inga underarter finns listade i Catalogue of Life.

## Bildgalleri

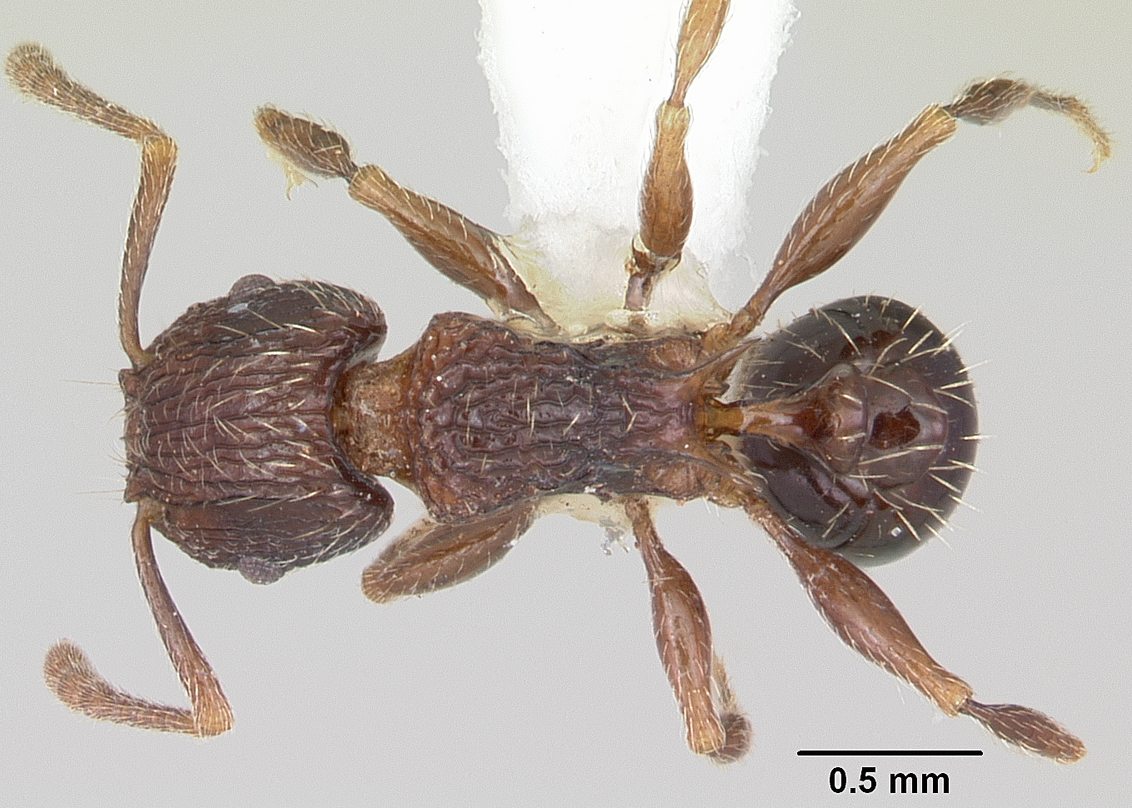
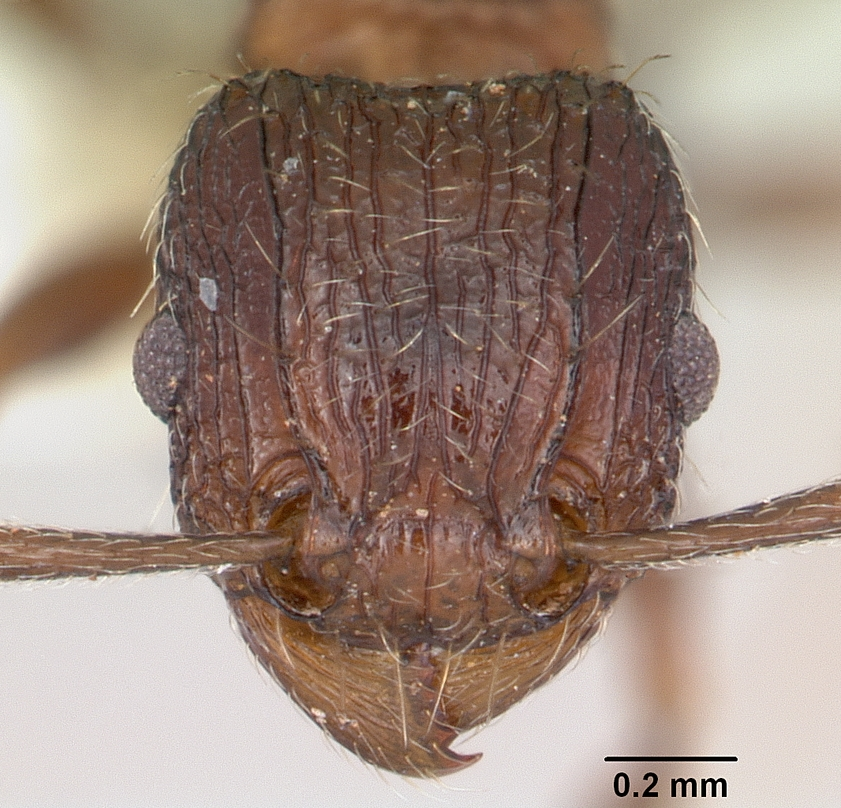
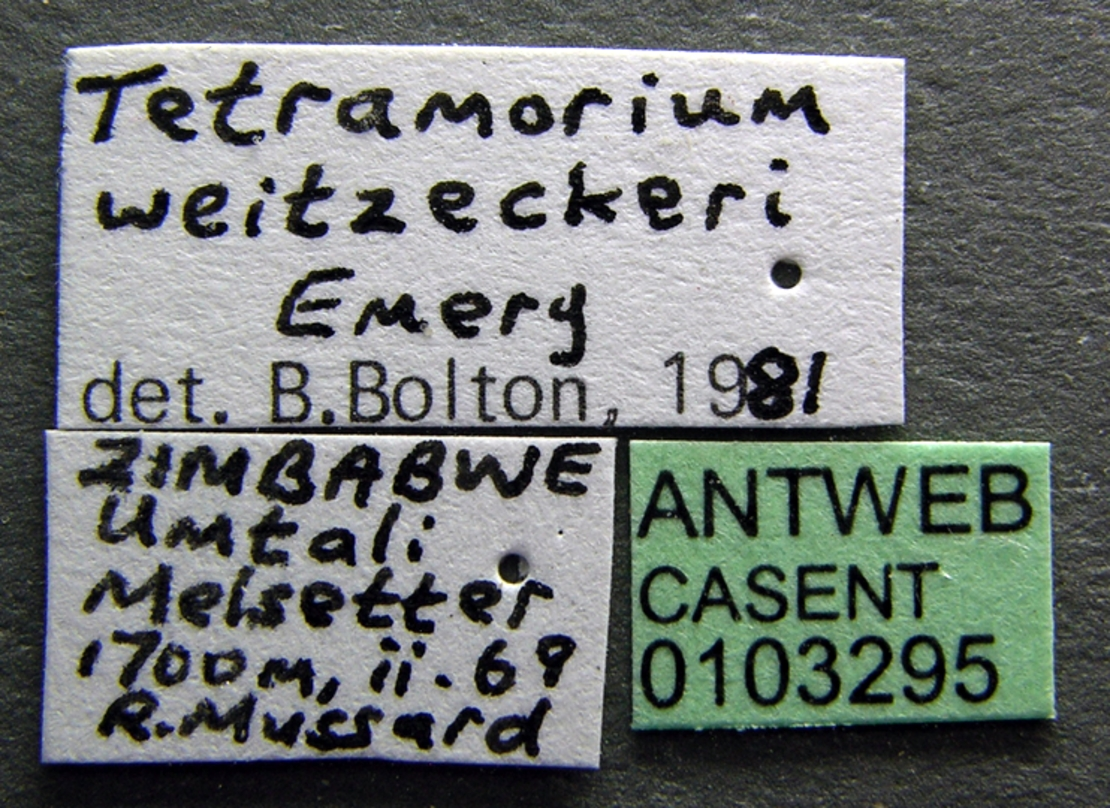
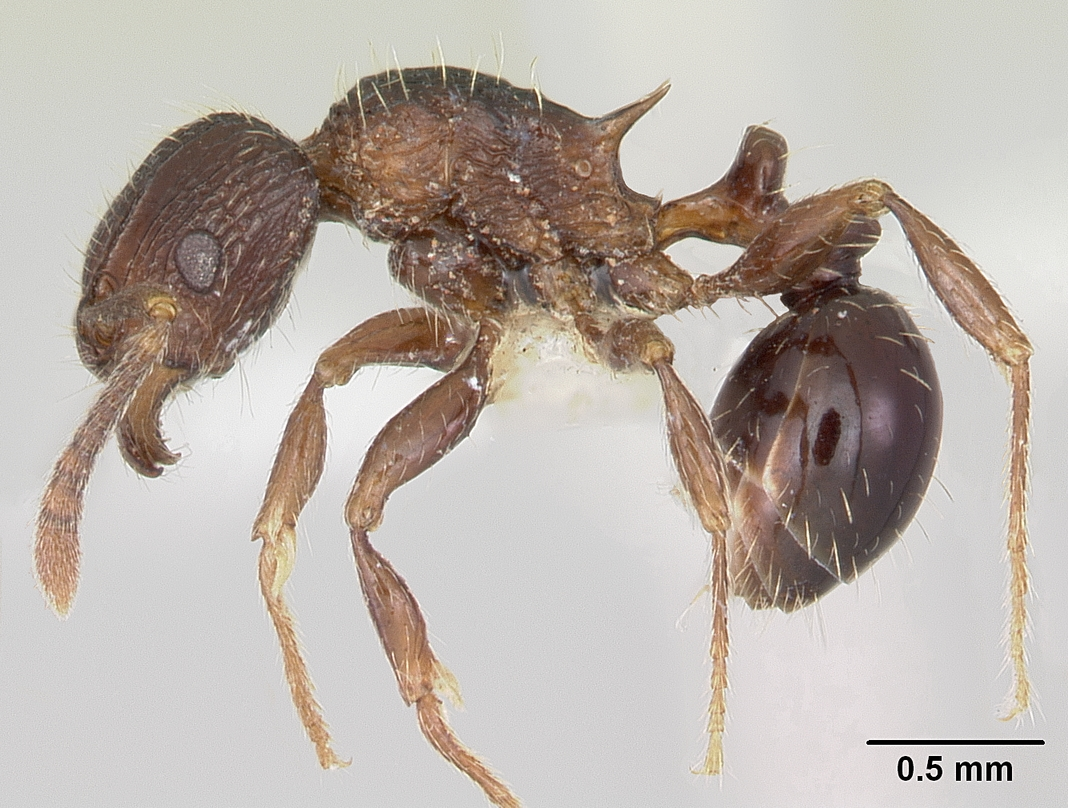